# Liên đoàn bóng đá Croatia
Liên đoàn bóng đá Croatia (HNS) (tiếng Croatia: Hrvatski nogometni savez) là tổ chức quản lý, điều hành các hoạt động bóng đá ở Croatia. Liên đoàn quản lý đội tuyển bóng đá quốc gia Croatia, tổ chức các giải bóng đá như vô địch quốc gia và cúp quốc gia. Liên đoàn bóng đá Croatia gia nhập FIFA năm 1941 và UEFA năm 1992.